# Пітер Гаднат
Пітер Гаднат  (англ. Peter Hudnut, 16 лютого 1980) — американський ватерполіст, олімпійський медаліст.

## Виступи на Олімпіадах
| Олімпіада   | Дисципліна | Місце |
| ----------- | ---------- | ----- |
| Пекін 2008  | водне поло | 2     |
| Лондон 2012 | водне поло | 8     |